# Leonard L. Bailey
Leonard Lee Bailey (Takoma Park, 28 agosto 1942 – Redlands, 12 maggio 2019) è stato un chirurgo statunitense della Loma Linda University Medical Center, che il 26 ottobre 1984 ha collocato il cuore di un babbuino nel petto di "Baby Fae", un bambino neonato nato con un difetto cardiaco grave conosciuto come sindrome del cuore sinistro ipoplasico.
La vera identità del bambino è stata tenuta strettamente riservata, tanto che il soprannome di "Baby Fae" è stato diffuso in tutte le fonti nel mondo dei media fino a quando sua madre ha poi rivelato il suo nome e cognome: Stephanie Fae Beauclair. Baby Fae ha vissuto solo 21 giorni prima di morire, ma questo evento ha segnato l'alba di trapianti di cuore infantile, anche se il cuore di babbuino e gli altri cuori non umani non vengono più utilizzati. 21 giorni in più infatti sono stati visti come un miglioramento rispetto alla aspettativa di vita di 2-10 giorni di quei bambini con HLHS. Dr. Bailey ha anche effettuato una serie di trapianti di cuore di primo piano tra cui Mosè Baby (il primo trapianto di cuore vivo con destinatario un bambino) e Baby Eva.
Il dott. Bailey (devoto della chiesa avventista) è stato il relatore principale allacerimonia per la licenza liceale a La Sierra University il 13 giugno 2010.